# Marcel Decoster
Pour les articles homonymes, voir Decoster.
Marcel C.A. Decoster, né à Vladslo le 22 novembre 1926 et mort le 1er juillet 2018 à Thourout, est un homme politique belge (membre du PVV).
Il fut représentant commercial. Il fut conseiller communal à Dixmude, bourgmestre de Vladslo, conseiller provincial de province de Flandre-Occidentale, membre de la chambre des Représentants.